# Ovesná
Ovesná je malá vesnice, část města Benešov nad Ploučnicí v okrese Děčín. Nachází se asi 1,5 km na severozápad od Benešova nad Ploučnicí. Ovesná je také název katastrálního území o rozloze 4,46 km2.

## Historie
První písemná zmínka o obci pochází z roku 1397. Do roku 1946 nesla obec název Habendorf.
V letech 1869–1950 byla samostatnou obcí a od roku 1961 se vesnice stala součástí města Benešov nad Ploučnicí.

## Obyvatelstvo
|                                                                                | 1869 | 1880 | 1890 | 1900 | 1910 | 1921 | 1930 | 1950 | 1961 | 1970 | 1980 | 1991 | 2001 | 2011 | 2021 |
| ------------------------------------------------------------------------------ | ---- | ---- | ---- | ---- | ---- | ---- | ---- | ---- | ---- | ---- | ---- | ---- | ---- | ---- | ---- |
| Obyvatelé                                                                      | 315  | 337  | 290  | 308  | 292  | 293  | 307  | 140  | 99   | 76   | 74   | 37   | 71   | 80   | 54   |
| Domy                                                                           | 56   | 57   | 56   | 57   | 57   | 57   | 58   | 45   | .    | 13   | 10   | 9    | 13   | 18   | 19   |
| Počet domů z roku 1961 je zahrnut v domech místní části Benešov nad Ploučnicí. |      |      |      |      |      |      |      |      |      |      |      |      |      |      |      |

## Pamětihodnosti
- Lípa u silnice v Ovesné – památný strom, roste v obci poblíž silnice[10]
- Lípa nad chalupou v Ovesné – památný strom, stojí stráni nad rekreační chalupou uprostřed osady[11]